# Christian Gansch
Christian Gansch (* 1960 in Amstetten, Niederösterreich) ist ein österreichischer Dirigent.
Christian Gansch studierte Klavier und Violine an der Universität für Musik und darstellende Kunst Wien. Von 1977 an war der gebürtige Österreicher Konzertmeister des Wiener Kammerorchesters, 1981 bis 1989 gehörte er den Münchner Philharmonikern an. Seit 1995 ist Gansch als Dirigent international tätig. Er dirigierte unter anderem das Russian National Orchestra, das Deutsche Symphonie-Orchester Berlin und das City of Birmingham Symphony Orchestra und gab sein von der BBC live übertragenes Proms-Debüt in der Londoner Royal Albert Hall.